# 本歌取
本歌取（ほんかどり）とは、歌学における和歌の作成技法の1つで、有名な古歌（本歌）の1句もしくは2句を自作に取り入れて作歌を行う方法。主に本歌を背景として用いることで奥行きを与えて表現効果の重層化を図る際に用いた。
例えば、
- 『古今和歌集』巻2 94番歌 紀貫之[1]
「三輪山を しかも隠すか 春霞 人に知られぬ 花や咲くらむ」
- 『万葉集』巻1 18番歌 額田王[2]
「三輪山を しかも隠すか 雲だにも 心あらなも かくさふべしや」

この2作品を比較すれば明らかなように、貫之は額田王の第1句・第2句をそのまま採用して第3句以後を自作としている。
こうした本歌取については様々な受け取り方があった。六条藤家の藤原清輔はこれを「盗古歌」（こかをとる）ものとして批判的に評価した。これに対して御子左家の藤原俊成はこれを表現技法として評価している。
俊成の子である藤原定家は、『近代秀歌』や『詠歌大概』において、本歌取の原則を以下のようにまとめている。
- 本歌と句の置き所を変えないで用いる場合には2句以下とする。
- 本歌と句の置き所を変えて用いる場合には2句+3・4字までとする。
- 著名歌人の秀句と評される歌を除いて、枕詞・序詞を含む初2句を本歌をそのまま用いるのは許容される。
- 本歌とは主題を合致させない。
- 本歌として採用するのは、三代集や『伊勢物語』、『三十六人家集』から採るものとし、（定家から見て）近代詩は採用しない。